# Фернан Ісселе
Фернан Ісселе (22 лютого 1915 — травень 1994) — бельгійський плавець і ватерполіст.
Бронзовий призер Олімпійських Ігор 1936 року, учасник 1948 року.